# Flaminio Piccoli
Flaminio Piccoli, né le 28 décembre 1915 à Kirchbichl (Autriche), mort le 11 avril 2000 à Rome, est un homme politique italien, membre de la Démocratie chrétienne.

## Biographie
Originaire du Trentin, mais né en Autriche où sa famille avait été déportée pour « italianité » au début de la Première Guerre mondiale, Flaminio Piccoli est arrêté par les  Allemands en 1943 et déporté en Pologne. Il entre dans la Résistance après son évasion. Il crée en 1945 le journal Il Popolo Trentino, qu'il dirige pendant vingt-quatre ans.
Militant de l'Action catholique italienne, il adhère à la Démocratie chrétienne où il est proche d'Alcide De Gasperi, et entre à la Chambre des députés en 1958. Anticommuniste, il anime le courant Initiative démocratique.
Secrétaire général adjoint du parti à partir de 1964, Piccoli occupe huit mois la fonction de secrétariat général de la démocratie chrétienne en 1969, renversé par une nouvelle alliance interne.
Il est ministre des participations de l’État des trois gouvernements qui se succèdent entre 1970 et 1972. Il dirige le groupe parlementaire DC à la chambre des députés de 1972 à 1978, déployant son art de la négociation. Opposé aux progressistes Aldo Moro et Benigno Zaccagnini lors du congrès du printemps 1976, il adhère progressivement au compromis historique. 
Après l'enlèvement et la mort d'Aldo Moro, il devient président du conseil national de la Démocratie chrétienne le 28 juillet 1978 par 133 voix sur 158, sans parvenir à jouer un rôle important à ce poste.
Le 5 mars 1980, il retrouve le siège de secrétaire général par 110 voix pour et 75 votes blancs des courants Zaccagnini et Andreotti, et est remplacé à la présidence du parti par Arnaldo Forlani. Carlo Donat-Cattin est nommé secrétaire général adjoint. Un mois plus tôt, le groupe centriste qu'il dirige permet à Amintore Fanfani, opposé à toute participation communiste au gouvernement, de sortir vainqueur du quatorzième congrès de la DC face aux soutiens progressistes du secrétaire général sortant, Benigno Zaccagnini, favorable à une négociation avec le PCI.
Après l'effondrement de la Démocratie chrétienne dans l'Opération Mains propres, il tente de faire perdurer les valeurs de ce parti en fondant en 1997 le mouvement Renaissance de la Démocratie chrétienne (it) qu'il préside jusqu'à sa mort, des suites de complications cardiaques. Il est enterré au cimetière monumental de Trente.